# Lethrus andrejewae
Lethrus andrejewae is een keversoort uit de familie mesttorren (Geotrupidae). De wetenschappelijke naam van de soort werd in 1987 gepubliceerd door Nikolajev.